# John Mattes
John Mattes (* 1856 in Nendingen, Königreich Württemberg als Johann Mattes; † nach 1917) war ein US-amerikanischer Politiker (Republikanische Partei) und Braumeister.

## Leben
Mattes wurde in Nendingen geboren und emigrierte mit seiner Familie über Burlington (1864) und Brookfield (1866) nach Des Moines (1876). Dort haben seine Onkel Paul und John die Mattes Brewery gegründet, deren Anteilseigner er 1886 wurde.
John Mattes lebte in Nebraska City, wo er Bürgermeister, Mitglied des Repräsentantenhauses und des Senats von Nebraska für das Otoe County war. Er kandidierte als Gouverneur und setzte sich gegen das Frauenwahlrecht ein. Unter Präsident Cleveland war er im Landwirtschaftsministerium tätig.
1906 benannte er die Brauerei in Otoe Brewing Co. um. Mit der Alkohol-Prohibition in Nebraska wurde die Brauerei 1917 geschlossen.
Von 1917 bis 1918 war er Senatspräsident.